# Phaolô Mạnh Thanh Lộc
Phaolô Mạnh Thanh Lộc (tiếng Trung: 孟青祿, Paul Meng Qing-lu; sinh 1962) là một giám mục Trung Quốc của Giáo hội Công giáo Rôma. Ông hiện đang giữ chức vụ Tổng giám mục chính tòa Tổng giáo phận Tuy Viễn được Tòa Thánh phê chuẩn. Ngoài ra, ông còn giữ các chức vụ Phó chủ tịch Hội Công giáo Yêu nước Trung Quốc, Giám mục Chánh tòa Giáo phận Hô Hòa Hạo Đặc.

## Thân thế đạo nghiệp
Phaolô Mạnh Thanh Lộc sinh ngày 22 tháng 6 năm 1962, trong một gia đình Công giáo tại Ulanqab, Khu tự trị Nội Mông. Sau khoảng thời gian tu tập khá dài, ngày 16 tháng 7 năm 1989, Phó tế Mạnh Thanh Lộc được phong chức linh mục. Ông cũng hoạt động tích cực trong Hội Công giáo Yêu nước của Khu tự trị Nội Mông, từng giữ chức Ủy viên Chính hiệp khu.
Năm 2005, Tổng giám mục Tuy Viễn Gioan Baotixita Vương Hy Hiền qua đời. Linh mục Phaolô Mạnh Thanh Lộc được Hội Công giáo Yêu nước Trung Quốc đề cử vào chức vụ Giám mục Chánh tòa Giáo phận Hô Hòa Hạo Đặc, một giáo phận do chính quyền Trung Quốc thiết lập, có lãnh thổ gần tương ứng với Tổng giáo phận Tuy Viễn.
Tòa Thánh Vatican sau đó cũng xem xét hòa giải và nối lại sự hiệp thông, phê chuẩn việc phong chức Giám mục cho linh mục Phaolô Mạnh Thanh Lộc cũng như chức vụ Tổng giám mục Tuy Viễn. Lễ tấn phong cho giám mục Phaolô Mạnh Thanh Lộc được cử hành vào ngày 18 tháng 4 năm 2010. Khẩu hiệu giám mục của ông là Fiat voluntas tua sicut in cælo et in terra. Ông cùng với các giám mục Giuse Thẩm Bân, Giuse Thái Bỉnh Thụy cùng được Tòa Thánh và Giám mục đoàn Công giáo Trung Quốc công nhận.
Ngày 9 tháng 12 năm 2010, giám mục Phaolô Mạnh Thanh Lộc được bầu làm Phó chủ tịch Hội Công giáo Yêu nước Trung Quốc.